# カメハメハ4世
カメハメハ4世（ハワイ語: Kamehameha IV, 1834年2月9日 - 1863年11月30日）は、ハワイ王国第4代の国王（在位: 1855年1月11日 - 1863年11月30日）。通称はアレクサンダー・リホリホ（英語: Alexander Liholiho）。

## 生涯
カメハメハ4世は1834年2月9日にホノルルで生まれた。両親はともに王国の政治家であり、祖父はハワイ王国の建国者カメハメハ1世である。幼いうちに伯父カメハメハ3世によって跡継ぎに指名され、ホノルルの王宮学校でプロテスタントの宣教師による教育を受けた。この王宮学校は現在も名門校プナホウ学園として存続している。
1849年には教育目的で兄ロト・カプアイワ（のちのカメハメハ5世）とともにサンフランシスコに渡り、パナマ、ジャマイカ、ニューヨーク、ワシントンD.C.を経てさらにヨーロッパへ行き、多くの国々を巡訪している。
帰国後はカメハメハ3世のもと閣僚として行政経験を積んだ。また様々な外国語を学び、王国がモデルとしていたヨーロッパの社会規範の習得に努めた。1855年1月11日、カメハメハ3世の逝去を受けて即位、このとき彼は弱冠20歳であった。
1856年、カメハメハ4世はエマ王妃と結婚、唯一の子であるアルバート王子をもうけた。アルバートの洗礼は、イギリスのヴィクトリア女王が名親となり、ホノルルの聖アンドリュー大聖堂で行われた。不幸にしてアルバートは4歳で亡くなり、ハワイ全島が悲しみに打ちひしがれたという。
1857年にはフリーメイソンのオセアニア・プログレス・ロッジNo124のマスターに就任した。
当時のハワイ王国は、急増するアメリカ系移民から政治的・経済的に多くの圧力を受けるようになっていた。カメハメハ4世はアメリカがハワイを征服するのではないかと恐れ、通商・貿易におけるアメリカへの依存を低めるよう努め、またイギリスを初めとするヨーロッパの国々との取引を模索した。しかし彼の在位期間は、十分な効果を上げられるほど続かなかった。
またカメハメハ4世とエマはハワイ臣民の健康のために尽力した。当時海外から持ち込まれたハンセン病やインフルエンザがハワイの先住民人口を激減させることが恐れられていたためである。1855年にカメハメハ4世は公立病院や高齢者向け施設の建設などを盛り込んだ野心的な法案を議会に提出するものの、1852年の憲法で多くの権限を手にしていた議会はこれを否決。これを受けてカメハメハ4世とエマは独自で基金を募り、現在も先進的な病院として知られるクイーンズ病院を建設、またマウイ島にはハンセン病の医療施設を建設するなど、かなりの成果を上げた。
なお、1860年には新見正興・村垣範正ら日本の遣米使節がハワイに寄港しており、新見らがカメハメハ4世に拝謁している。
カメハメハ4世は1863年11月30日、気管支喘息のため29歳で逝去し、実兄であるロト・カプアイワがカメハメハ5世として跡を継いだ。エマ王太后はこの後も活発に政治活動を続け、1874年の国王選挙にも立候補するが、カラカウアに敗れた。

## クリスマスの祝日制定
1856年、カメハメハ4世は12月25日を「感謝祭」の祝日とした。これは当時の宣教師たちは保守派が多くて、クリスマスは異教の祭りだというからであった。しかし、6年後にはこの日を「クリスマス」の祝日に改めた。